# Good Apollo, I'm Burning Star IV, Volume Two: No World For Tomorrow
Good Apollo, I'm Burning Star IV, Volume Two: No World for Tomorrow es el cuarto álbum de estudio de la banda de rock estadounidense Coheed and Cambria que completa la saga de álbumes conceptuales basados en los cómics creados por el vocalista Claudio Sanchez, titulada The Amory Wars. El trabajo fue distribuido conjuntamente por Columbia Records y Equal Vision Records y lanzado el 23 de octubre de 2007.
El álbum incluye la novedad del batería de Foo Fighters, Taylor Hawkins, quien sólo participará en este disco. Chris Pennie (ex-Dillinger Escape Plan), el sustituto elegido tras la marcha de Josh Eppard, será el encargado de la batería para los próximos álbumes y giras.
"The Running Free", primer sencillo del CD, debutó en el puesto 24 de la lista Modern Rock Tracks de 2007.

## Listado de canciones
1. "The Reaping" – 1:13
2. "No World for Tomorrow" – 5:06
3. "The Hound (of Blood and Rank)" – 4:38
4. "Feathers" – 4:55
5. "The Running Free" – 4:16
6. "Mother Superior" – 6:38
7. "Gravemakers & Gunslingers" – 4:20
8. "Justice in Murder" – 4:28
9. "The End Complete I: The Fall of House Atlantic" – 1:04
10. "The End Complete II: Radio Bye Bye" – 4:54
11. "The End Complete III: The End Complete" – 7:44
12. "The End Complete IV: The Road and the Damned" – 3:35
13. "The End Complete V: On the Brink" – 7:08

### Edición DVD deluxe
1. "Mother Superior (Taylor Guitars Performance @ NAMM 07 - PCM Stereo)"
2. "Kitchen Jam (PCM Stereo)"
3. "Cuts Marked In The March Of Men (Original Acoustic Demos - PCM Stereo)"
4. "A Favor House Atlantic (Original Acoustic Demos - PCM Stereo)"
5. "The Willing Well II- From Fear Through The Eyes Of Madness (Original Acoustic Demo - PCM Stereo)"
6. "The Suffering (Original Acoustic Demo - PCM Stereo)"
7. "Always And Never / Welcome Home (Original Acoustic Demo - PCM Stereo)"
8. "Tour Photo Album (PCM Stereo)"
9. "Always And Never / Welcome Home (AUDIO BED)"

## Créditos
- Claudio Sanchez – vocalista, guitarra
- Travis Stever – guitarra, coros
- Michael Todd – bajo, coros
- Taylor Hawkins – batería[1]

## Sencillos
| Año  | Sencillo           | Lista                       | Puesto |
| ---- | ------------------ | --------------------------- | ------ |
| 2007 | "The Running Free" | U.S. Modern Rock Tracks     | 19     |
| 2007 | "The Running Free" | U.S. Mainstream Rock Tracks | 31     |
| 2008 | "Feathers"         | UK. Top 40                  | 7      |

## Álbum
| Año  | Lista                                        | Puesto |
| ---- | -------------------------------------------- | ------ |
| 2007 | Billboard 200                                | 6      |
| 2007 | Billboard Top Digital Albums                 | 6      |
| 2007 | Billboard Top Rock Albums                    | 3      |
| 2007 | Billboard Top Modern Rock/Alternative Albums | 2      |
| 2007 | Billboard Hard Rock                          | 2      |
| 2007 | Billboard Top Internet Albums                | 5      |